# Leon Kamin
Leon Kamin (29. prosince 1927 Taunton, Massachusetts – 22. prosince 2017) byl americký marxistický židovský psycholog často vystupující jako host v masmédiích. Byl zastáncem minoritního názoru mezi odborníky o nulové dědičnosti inteligence a popírá též, že by rasové rozdíly v inteligenci měly hereditární základ.
Kamin se angažoval v marxistickém hnutí radikální vědy (radical science movement), spolu Dickem Lewontinem a Stevenem Rosem napsal v roce 1984 knihu Not in Our Genes.